# Свида Іван Юрійович
Свида Іван Юрійович (В деяких джерелах вказаний як Свіда) (* 15 лютого 1950, Пацканьово, Закарпатська область, Українська РСР, СРСР) — український військовий діяч, начальник Генерального штабу — Головнокомандувач Збройних Сил України (з 18.11.2009 до 29.05.2010).

## Життєпис
Народився 15 лютого 1950 в селі Пацканьово Ужгородського району Закарпатської області.
У 1971 закінчив Ужгородський державний університет.
У 1972 призначений командиром мотострілецького взводу Прикарпатського військового округу.
У 1974-1977 служив на посадах командира мотострілецької роти, начальника штабу мотострілецького батальйону, командира мотострілецького батальйону.
У 1975 екстерном закінчив Орджонікідзівське вище загальновійськове командне училище.
У 1980 закінчив Військову академію ім. Фрунзе.
У 1980 призначений заступником командира мотострілецького полку Закавказького військового округу.
У 1992 закінчив Військову академію Генерального штабу РФ.
З 1992 у лавах Збройних Сил України.
У 1992 призначений командиром 17  танкової дивізії 6 армійського корпусу Одеського військового округу. Генерал-майор (21 серпня 1993).
У 1998-2005 — перший заступник командувача військами Південного оперативного командування. Командир 32 армійського  корпусу  Південного  оперативного    командування Сухопутних військ України. Генерал-лейтенант (23 серпня 1998).
У липні 2005 призначений командувачем військами Південного оперативного командування.
З 25 червня 2007 — командувач сухопутними військами ЗСУ.
20 серпня 2008 присвоєно військове звання генерал-полковник.
Указом Президента України від 18 листопада 2009 призначений на посаду начальника Генерального штабу.
15 лютого 2010 присвоєно військове звання генерал армії.
29 травня 2010 пішов з посади, заявивши, що визнає «право президента реалізувати його бачення шляхів розвитку Збройних сил». «Як офіцер і відповідальна людина, я готовий працювати в складних умовах на зміцнення оборони країни. В ситуації, що склалася, я визнаю право Президента реалізувати його бачення шляхів розвитку Збройних сил. Він це робитиме з іншим начальником Генерального штабу» — йдеться у рапорті президенту. Іван Свида також висловлював незадоволення фінансування української армії урядом Миколи Азарова.

## Нагороди
- Орден Богдана Хмельницького II ступеня (29.11.2005)[1]